# Territorial Army
Il Territorial Army (TA) è una componente del British Army, le forze armate di terra del Regno Unito.

## Composizione
È costituita per la gran parte da militari arruolati part time che fruiscono di un livello di retribuzione pari agli effettivi solo quando sono impegnati in attività militari e che sono circa un quarto della forza totale dell'esercito britannico.

## Competenze
Fino al 1996 al Territorial Army era affidata la difesa della madrepatria poi, con il Reserve Forces Act 1996, la politica per la difesa del governo britannico ne ha ridefinito i compiti assegnandogli anche un ruolo di appoggio al Regular Army nelle sue operazioni oltremare, alla stregua dello United States National Guard.